# Rudolf Siwers

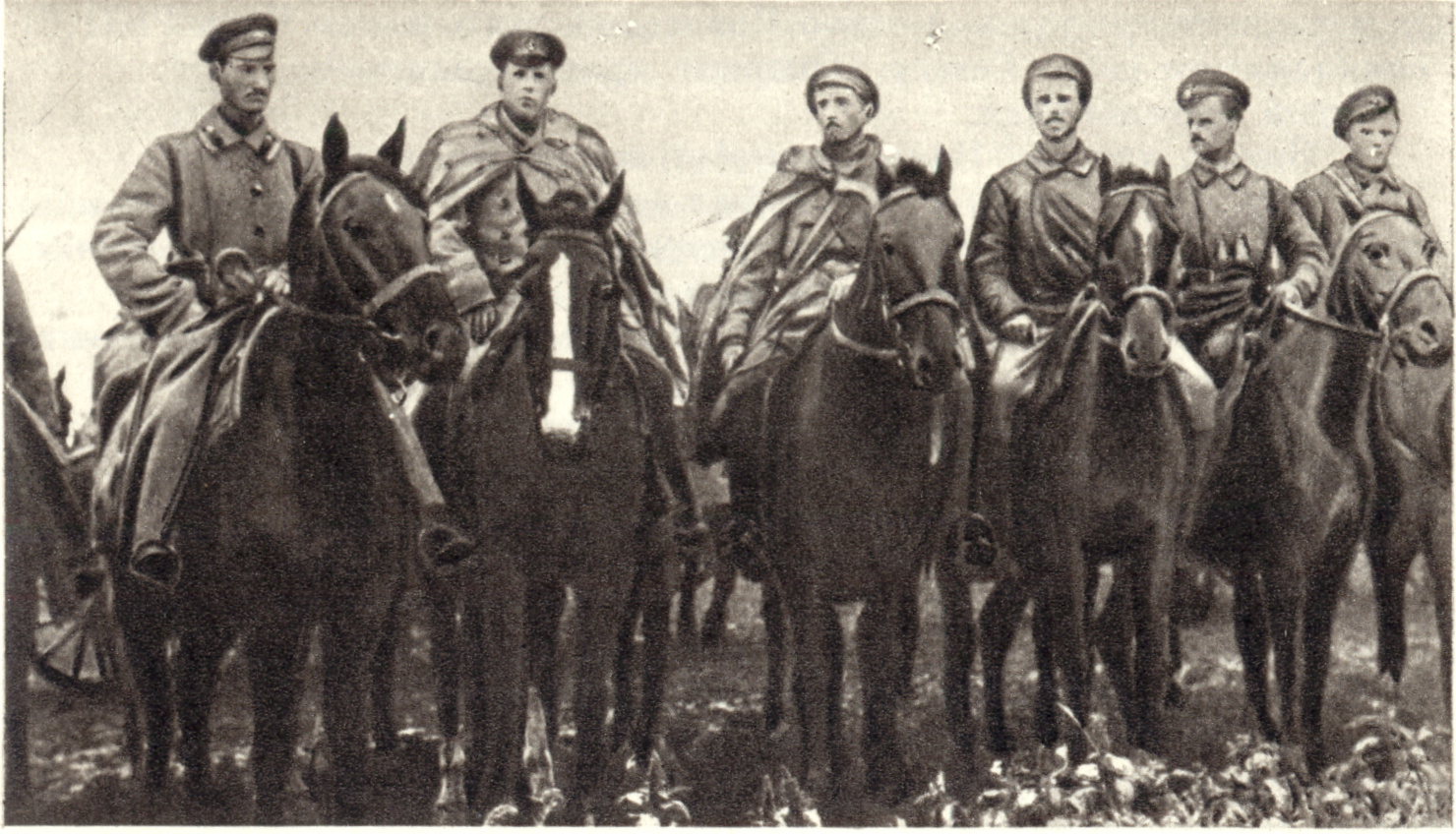
Siwers na czele konnego oddziału Czerwonej Gwardii

Rudolf Ferdinandowicz Siwers, ros. Рудольф Фердинандович Сиверс (ur. 11/23 listopada 1892, zm. 2 grudnia 1918 w Moskwie) – rosyjski rewolucjonista, dowódca oddziałów Czerwonej Gwardii, a następnie Armii Czerwonej.

## Życiorys
Był synem urzędnika. Ukończył szkołę wojskową i służył w armii rosyjskiej podczas I wojny światowej, w stopniu chorążego. W 1917 r. wstąpił do partii bolszewickiej. Był jednym z założycieli i redaktorów „Okopnej Prawdy”, bolszewickiego pisma adresowanego do żołnierzy. Należał do organizacji wojskowej przy komitecie centralnym partii bolszewickiej.
Bezpośrednio po przewrocie bolszewickim w Piotrogrodzie dowodził oddziałem Czerwonej Gwardii, który brał udział w powstrzymaniu marszu Kiereńskiego i Krasnowa na stolicę. Od grudnia 1917 r. dowodził lotnym oddziałem na Ukrainie, następnie dowodził oddziałami Czerwonej Gwardii w rejonie Nikitowki w Donbasie.
W styczniu 1918 r. powierzono mu dowodzenie 10-tysięcznym oddziałem, który miał za zadanie wyprzeć tworzące się siły białych, pod dowództwem Aleksieja Kaledina, z Taganrogu. W pierwszej bitwie pod Matwiejewym Kurganem 25 stycznia 1918 r. poniósł porażkę w starciu z oddziałami płka Kutiepowa. Biali musieli jednak rozdzielić siły w związku z wybuchem robotniczego powstania w Taganrogu, a następnie, wobec liczebnej przewagi czerwonych, wycofać się. 2 lutego 1918 r. powstańcy opanowali miasto, zaś dzień później wkroczyli do niego żołnierze pod dowództwem Siwersa, owacyjnie witani przez mieszkańców miasta. 23 lutego 1918 r., również w ramach operacji donbasko-dońskiej, Siwers zajął z kolei Rostów nad Donem, który został stolicą bolszewickiej Republiki Dońskiej (następnie Dońskiej Republiki Radzieckiej).
W utworzonej przez bolszewików Republice Dońskiej Siwers przejął faktycznie władzę, odsuwając od wpływów lokalnych działaczy bolszewickich, zarówno przywódców robotniczych, jak i liderów zrewolucjonizowanych Kozaków dońskich, takich jak Fiodor Podtiołkow, również uczestniczących w walkach z białymi. Rozpoczął kampanię terroru, polecając rozstrzeliwać bez sądu wszystkich byłych żołnierzy białych, którzy pozostali w Rostowie nad Donem. Rozmiary przemocy, która uderzyła nie tylko w jawnych kontrrewolucjonistów, sprawiły, że część ludności miast regionu dońskiego odwróciła się od czerwonych. W celu powstrzymania samowoli dowodzący siłami czerwonych na froncie południowym Władimir Antonow-Owsiejenko skierował do Rostowa komisarza Wojciechowskiego, który porozumiał się z Siwersem. Odtąd wspólnie kontrolowali sytuację w republice, przeprowadzając siłowe rekwizycje żywności, konfiskaty majątku zamożnych mieszkańców miast, a nadto nacjonalizując fabryki i kopalnie.
Na przełomie lutego i marca 1918 r. Siwers dowodził siłami czerwonych w bitwie pod Tichoriecką. Na przełomie marca i kwietnia stał na czele 5 Armii (przemianowanej następnie na 2 Armię Wydzieloną). Evan Mawdsley wymienia go, obok Michaiła Murawjowa i Jurija Sablina, jako szczególnie utalentowanego dowódcę czerwonych na Ukrainie i w południowej Rosji. Siły czerwonych były jednak zbyt szczupłe, by obronić Donbas przed posuwającą się na wschód armią niemiecką. Również Dońska Republika Radziecka upadła w obliczu uderzenia Niemców i białych (drozdowców) od zachodu i powstania antybolszewickich Kozaków od południa. Od lata 1918 r. Siwers dowodził na Ukrainie brygadą wydzieloną (od września tego roku – 1 Ukraińską brygadą wydzieloną). W grudniu tego samego roku zmarł w Moskwie wskutek rany odniesionej 15 listopada w bitwie pod Żełnowką. Został pochowany w Piotrogrodzie na Polu Marsowym.